# Причёска
Причёска — форма, придаваемая волосам стрижкой, завивкой, укладкой, филировкой, плетением или подбором цветовой гаммы. Она может состоять из естественных и/или искусственных волос с шиньонами и прядями различных цветов.

## История причёски

### Первобытное общество
Первобытных людей обычно представляют «лохматыми дикарями», но это едва ли соответствует истине. Даже в погребениях охотников на мамонтов археологи находят костяные гребни. А причёски женщин, скульптурные изображения которых найдены на палеолитических стоянках Мальта, Буреть и Виллендорф, выглядят роскошно и по современным меркам. Их волосы ниспадают на плечи, уложены параллельными горизонтальными рядами или лежат зигзагообразными уступами. Волосы также заплетали в косы, перевязывая ремешками или шнурками. В качестве украшений для причёски применялись разного рода налобные повязки и диадемы (возможно, делали также венки из цветов и трав, но такого рода украшения не сохранились). Первобытные люди использовали также специальные подставки для головы, чтобы случайно не испортить причёску во время сна. Такие подголовники из обожжённой глины часто находят при раскопках поселений трипольской культуры (IV—III тысячелетие до н. э.).

### Древний Восток
Характерной чертой всех древнеегипетских причёсок была строгость и чёткость линий, за что они получили название «геометрических» (соблюдение форм трапеции или шара). Большинство египтян из-за жаркого климата носило простые причёски из коротко остриженных волос. Многие мужчины, особенно жрецы, полностью сбривали волосы, умащивая кожу головы ароматическими маслами. Всё свободное население Египта носило парики. Их форма, размеры и материал указывали на социальное положение владельцев. Парики изготовлялись из натуральных волос, шерсти животных, растительных волокон и даже верёвок. Их окрашивали в тёмные тона, причём самыми модными считались тёмно-коричневый и чёрный цвета. Чаще всего они доходили до плеч, но в торжественных случаях надевали длинные парики, завитые крупными параллельными локонами. Причёски обильно пропитывались душистыми маслами, эссенциями, клейкими составами.
Женские причёски во все времена были значительно длиннее мужских и более замысловатыми. Древнеегипетские аристократки, как и их мужья, нередко брили голову и надевали парики. Самыми типичными причёсками на париках были две: первая — все волосы разделялись продольным пробором, плотно облегая лицо с обеих сторон, и ровно подстригались на концах; верх парика был плоским. Вторая причёска имела форму шара. Со временем получил распространение большой завитой парик, три пряди которого спускались на грудь и спину. Причёски делали и из собственных волос, свободно распуская их по спине и украшая концы кисточками или шариками из ароматических смол. Широко применялась завивка, которая делалась при помощи холодной укладки (для этого пряди волос наматывали на деревянные палочки и обмазывали илом, а когда он высыхал, его стряхивали, а волосы расчёсывали). Часто волосы завивали мелкими волнами — такая завивка получалась после расчёсывания мелких тонких косичек. В качестве украшений для волос использовались бусы, булавки, цветы.
В Древнем Китае, в период династии Сун украшение волос цветами было распространено среди мужчин, что нашло отражение во многих китайских стихотворениях. Известна также картина Чэнь Хуншоу «Шэнъань украшает волосы цветами» из собрания музея «Гугун», написанная в период династии Мин, когда такие причёски мужчин уже считались причудой.

### Античность
Для минойской эпохи характерно различие мужских причёсок в зависимости от социального статуса их обладателей. Аристократы носили длинные ухоженные волосы, завивали чёлки и гладко брились. Простолюдины, напротив, коротко стриглись и отпускали небольшие аккуратные бородки; над верхней губой волосы выщипывали или сбривали. Что касается женщин, то их причёски, судя по сохранившимся изображениям, представляли собой сложные композиции, состоявшие из приподнятых вверх волос, собранных на затылке в узел, от которого на спину и виски спускались длинные змеевидные пряди. Причёски украшались диадемами и обвивались лентами и нитями бус. Детям и подросткам обоего пола, как и в Египте, выбривали головы, оставляя отдельные пряди на висках и затылке.

### Средневековье
После падения Западной Римской империи популярные у римлян короткие стрижки надолго вышли из моды. Мужчины обычно подрезали волосы на уровне плеч (или немного выше); отпускать волосы ниже плеч было привилегией знати (например, у салических франков носить длинные волосы могли только члены королевского рода). Надо лбом волосы перехватывали ремешком или металлическим обручем, который нередко украшали драгоценными камнями.
В Ливонии начала XVII века незамужние эстонки «ходили с непокрытыми головами зимою и летом; волосы у них, не связанные узлом и [к тому же] подрезанные, свисали на плечи, так что с головы они совершенно были похожи на парней»

### Эпоха барокко
Этот стиль несёт на себе печать величавости, перегруженности и утяжелённости. Распространяется причёска из завитых длинных и полудлинных волос, спускающихся отдельными локонами на плечи и спину. С 1624 года в моду входит пышный завитой парик. Завивали его горячим способом, с помощью пара, что было в то время большим новшеством. Во второй половине XVII века парикмахерское дело достигает большого расцвета. Парикмахеры делают всевозможные причёски: «грива», «пудель». Они представляли собой большое взбитое «облако» из локонов, окружавших лицо. Бриды париков были удлинёнными. Самой модной бородой этого времени считается мушка. Эта мода была введена Людовиком XIII во Франции. Женские причёски стали более естественными. В моду входит причёска «Мария Манчини», которая укладывалась двумя полушариями. Делался прямой пробор и два змеевидных локона, ниспадающих на спину или плечи. Затем появляется новая причёска — «фонтанж». Она представляла собой нагромождение высоко надо лбом туго завитых локонов, расположенных горизонтальными рядами поэтажно. На лбу завивалось несколько локонов, а на грудь спускался один или несколько змеевидных локонов. В 1644 году появилось специальное руководство, содержащее советы и рецепты по уходу за лицом и волосами. Но, несмотря на это, личная гигиена ещё не стала привычной. Даже во дворце не было удобных туалетных комнат, а если и были, то маленькие и плохо оборудованные. В них едва помещался небольшой столик, зеркало и таз с кувшином. Умывались через день. К концу недели на лице образовывался толстый слой помады. Женщины, девушки и даже мужчины румянились и подкрашивали губы.

### Эпоха классицизма
В XVIII веке женщины стали носить короткие стрижки: так модницы выражали своё почтение Марии-Антуанетте и другим героям великой французской буржуазной революции, погибшим от гильотины. Франция становится центром европейской моды, и в моду входят шпильки и другие более простые украшения, сменяющие пышные и помпезные конструкции предыдущих модных эпох. Не теряют своей популярности локоны.

### Эпоха рококо
Этот художественный стиль принёс изящество, лёгкость, воздушность, утончённую хрупкость и изнеженность.
Причёски на париках начинают постепенно уменьшаться. Носили причёску «кё»: подвитые волосы зачёсывали на затылке в хвост чёрной лентой. Затем хвост стали убирать в мешочек из чёрного бархата. Такая причёска получила название «а-ля бурс».
Затем появились причёски, в которых височные пряди завивались и укладывались по-разному. Затылок был гладкий. Снизу затылочные волосы обматывали кожаными ремешками в виде крысиного хвоста или заплетали косичку.
Женские причёски были маленькие, при этом их обильно пудрили. Одной из них была причёска «графини Коссель». Красивые лёгкие локоны обрамляли передние и боковые части головы, тогда как задняя часть была гладкой. Локоны обрамляли только затылок.
В период Рококо были наиболее известны три французских мастера: Ласкер, Даж и Легро. Самым выдающимся из них был Легро, который разработал основы технологии парикмахерских приёмов, а также внедрил в жизнь принцип, заключавшийся в том, что причёска должна соответствовать особенностям лица, форме головы, фигуре. Им же была открыта в Париже Академия, готовящая мастеров-парикмахеров (1757 г.).
Во второй половине XVIII века причёски становятся выше. Они представляют собой целые волосяные сооружения в полметра высотой.
Для того чтобы выполнить такую причёску, нужно было прибегать к каркасам. Сверху на причёске укрепляли фигурки людей, кораблики.
Трудно назвать другой стиль, который бы украсил причёски больше, чем стиль рококо: золотые шпильки, нити жемчуга, банты с драгоценными подвесками, гребни из опала, оникса. Шпильки использовались в причёске десятками, а иногда и сотнями.
Было модно украшать причёску живыми цветами, а чтобы они не увядали, внутрь вставляли флакон с водой.

## Инструменты для создания причёсок
Резинка для волос

### Щётки
Щётки делают из щетины (иногда называемой перьями или булавками), которая может быть натуральной свиной, пластмассовой, нейлоновой или металлической. Щетина вставляется в деревянное, пластмассовое или формованное резиновое основание рядами или пучками. Это позволяет собирать отпадающие волосы в промежутках и не мешать действию щетины. Разреживание щетины имеет своё значение: чем шире промежутки между рядами, тем легче щётка проходит через волосы.

#### Материалы щёток
Натуральная щетина
Натуральная щетина состоит из кератина (того же вещества, что и волосы) и поэтому создаёт меньше трения и меньше повреждает волосы. Она хороша для ухода и придания лоска и не допускает возникновения статического электричества на волосах. Однако она не проникает через мокрые или густые волосы; кроме того, для тонких волос необходимо использовать щётку с более мягкой щетиной. Вдобавок ко всему острые концы могут царапать кожу.
Пластмассовые, нейлоновые и металлические щётки
Все эти щётки термоустойчивы и легко моются, их хорошо использовать при сушке феном. Они бывают различной формы. Щётки с подушкой хорошо пружинят, проходя через волосы, предотвращают рывки и помогают распутать волосы. Они также не электризуют волосы.

#### Типы щёток
Круглые, или радиальные, щётки бывают разных размеров и круглые или полукруглые по форме. У этих щёток или щетина из нейлона с мягкой резиновой прокладкой (для завершения причёски), или металлические булавки (для укладки). Они используются для укладывания и ухода за естественными кудрявыми и волнистыми волосами, применяются после перманента и идеальны при сушке феном. Диаметр щётки определяет объём и подвижность в причёске так же, как и размер бигуди.
Плоские или полукруглые щётки идеальны для всех операций с мокрыми и сухими волосами и для сушки феном. Обычно они сделаны из нейлона с резиновой основой. У некоторых из них основание скользит по пластиковой формованной ручке. Резиновое основание может сниматься для мытья или для необходимой замены щетины.
Пневматические щётки имеют выпуклое резиновое основание с щетинками, собранными в пучки. Щетина может быть пластиковой, натуральной или смешанной.
Продувные щётки имеют полый центр, что позволяет продувать через них воздух. Специальные щетинистые или булавковидные элементы предназначены поднимать и распутывать даже мокрые волосы. Продувные и тоннельные щётки-насадки дают возможность воздуху свободно циркулировать через щётки и волосы, так что волосы сохнут быстрее.

### Расчёски
Хорошими признаются расчёски с обработанными зубьями. Это означает, что каждый зубец обрезан так, что нет острых концов. Важно не пользоваться дешёвыми пластмассовыми расчёсками, которые сделаны штамповкой и имеют на каждом зубце проходящий по центру рубец. Как правило, они острые, и, постепенно сдирая кутикулу, наносят повреждения волосам.
Для распутывания и расчёсывания волос необходимо пользоваться расчёсками с редкими зубьями. Расчёски с тонкой ручкой — для укладки; афрорасчески — для курчавых волос.

### Шпильки и зажимы
Шпильки и зажимы — важнейшие инструменты для разделения и закрепления волос при оформлении причёски и для поднятия волос. Большинство шпилек имеют тупые гладкие концы или подушечки на концах. Шпильки не отражают света и малозаметны в волосах; большинство из них сделаны из металла или пластика. Встречаются коричневые, чёрные, серые, белые, серебристые и соломенные цвета шпилек.
Шпильки — разновидность заколок для волос, использующихся для закрепления свёрнутых кудрей. Заколки фиксируют кудри, французские складки и все поднятые наверх причёски. Для избежания неудобств, необходимо располагать заколки в волосах таким образом, чтобы они опирались на кожу своей плоской стороной.
Жёсткие шпильки сделаны из жёсткого металла и бывают волнистые или прямые. Они идеальны для закрепления бигуди и поднятых вверх волос.
Тонкие шпильки используются для поддержания формы. Они очень тонки и теряются в причёске, поэтому их используют для фиксации только небольших прядей волос. Эти шпильки легко скрыть, особенно если они подобраны по цвету. Они годятся для закрепления кончиков кудрей при оформлении причёски больше, чем жёсткие шпильки, которые бывают заметны.
Секционные зажимы, скреплённые на одном конце, длиннее других зажимов. Они чаще применяются для закрепления волос при работе с другой частью или для закрепления кончиков кудрей. Извилистые шпильки винтообразной формы используются для закрепления пучков и французских складок.

### Бигуди
Бигуди отличаются диаметром, длиной и материалом, из которого они сделаны. Гладкие бигуди, без шипов и щёток, дают самые гладкие завитки, но на них труднее накрутить волосы. Более популярны бигуди на липучках — специальный фиксирующий вариант, который не нуждается в зажимах. Если несколько видов бигудей, ночные, кипящие и другие.

### Бумеранги
Использование бумерангов — аналог накручивания волос на тряпочки. Мягкие скрученные бумеранги сделаны из гибкой резины, пластика или хлопка и представляют собой один из наиболее простых способов завить волосы. Внутри каждого бумеранга находится мягкая проволочка, которая держит форму. Волны или кудри, завитые на бумерангах, получаются мягкими и упругими, и это прекрасная завивка для волос, перенёсших перманент или окраску.
Для накручивания пряди, чистые и сухие волосы натягивают, ловя конец на бумеранг, который предварительно раздвигают. Вращают вниз к корням волос и складывают бумеранг, чтобы те закрепились. Оставляют на 30—60 минут без нагревания или на 10—15 минут с нагревом. Если пряди скручены жгутом перед накручиванием, то получится более объёмная причёска.

## Виды причёсок

### Стрижки
- Каре на ножке
- Афро
- Боб
- Бокс
- Гарсон
- Ирокез
- Канадка
- Каре
- Маллет
- Полубокс
- Флэттоп
- Андеркат (Undercut)
- Ступеньками
- High & tight
- Модельная
- Молодёжная
- Теннис

### Для длинных волос
- A-la Belle Poule
- Дреды
- Букли
- Дредлоки
- Конский хвост
- Коса
- Пучок
- Фонтанж
- Бабетта
- Французский твист
- Мальвинка
- Греческая прическа
- Прямые волосы (с эффектом перышек, «только что с постели» и дополнительным объёмом).
- Хвостик с косички
- Козлики (так называемая причёска для детского сада, которая делается следующим образом. Делают хвостики с двух сторон и закрепляют пучком)

## Элементы причёсок
- Чёлка
- Пейсы
- Пробор
- Прядь
- Парик
- Аллонж
- Тонзура
- Наращивание волос
- Бразильское выпрямление волос
- Химическая завивка
- Шиньон

## Любопытные факты
- Согласно сообщению BBC, студенты в КНДР обязаны носить такую же причёску, как и глава государства[6].